# Качыбек
Качыбек (кирг. Качыбек, до 1990-х — Раздольное) — село в Ак-Суйском районе Иссык-Кульской области Кыргызстана. Входит в состав Ак-Чийского аильного округа. Код СОАТЕ — 41702 205 840 02 0.

## Население
По данным переписи 2009 года, в селе проживало 877 человек.